# SESN3
SESN3‏ (Sestrin 3) هوَ بروتين يُشَفر بواسطة جين SESN3 في الإنسان.